# Ebbarp, Osby kommun
Ebbarp är en bebyggelse i Osby socken i Osby kommun i Skåne län. Området avgränsades före 2015 till en småort för att därefter räkna till tätorten Osby.